# Rafael Bengtsson
Sven Rafael Bengtsson, född 14 december 1953 i Sandviken, är en svensk officer i Flygvapnet.

## Biografi
Bengtsson blev fänrik i Flygvapnet 1978. Han befordrades till löjtnant 1978, till kapten 1983, till major 1988, till överstelöjtnant 1996 och till överste 2000.
Bengtsson inledde sin militära karriär i Flygvapnet vid Bråvalla flygflottilj (F 13) och fortsatte sedan till Flygvapnets Södertörnsskolor (F 18). Bengtsson kom senare att tjänstgöra vid Flygvapnets Uppsalaskolor, två gånger vid Skaraborgs flygflottilj (F 7). Åren 1999–2003 var han chef för Stridslednings- och luftbevakningsskolan. Åren 2000–2001 var han ställföreträdande chef för Flygvapnets Uppsalaskolor. Åren 2003–2004 var han chef för Flygvapnets Uppsalaskolor (F 20), där han även blev skolans sista chef. Åren 2005–2006 var han chef för Luftstridsskolan (LSS), där han blev skolans första chef. Åren 2006–2008 tjänstgjorde Bengtsson på Högkvarteret. Åren 2008–2009 tjänstgjorde han vid KFOR, med placering på dess högkvarter, i Kosovo. År 2010 blev Bengtsson placerad i Norfolk, Virginia, USA som svensk representant för NATO.
År 2015 tilldelades Bengtsson ett förordnade Stabsofficer FMÖ17 och medlem i FMÖ17 ledningsgrupp vid PROD i Högkvarteret, ett förordnande som gällde från den 16 september 2015. Senare samma år fick han ett nytt förordnande som "till förfogande" för Chef Förbandsprod vid Högkvarteret. Förordnandet från den 3 oktober 2015 och längst till och med den 31 december 2017. Bengtssons placering som planeringsofficer vid Högkvarteret förlängdes från 1
januari 2022 med ett förordnande längst till den 31 december 2022.
Den 29 augusti 2022 mottog Bengtsson den amerikanska utmärkelsen The Bronze Star Medal i samband med ett amerikanskt besök i Sverige. Han tilldelades medaljen efter mycket goda insatser under militära operationer vid och utanför Forward Operating Base Oqab, Kabul, den 6 augusti 2018 till 21 maj 2019.